# Фазли Исфахани Хузани
Фазли Хузани Исфахани  (перс. فضلی اصفهانی‎) — персидский придворный и историк XVII века.
Автор «Афзаль аль-Таварих» — хроники истории династии Сефевидов от её основания в 1501 году Исмаилом I до смерти Аббаса I в 1629 году.
Его сын Наджмуддин Ахмад Хузани — автор исторического сочинения «Тыраз аль-Ахбар».